# Kohlschwarzer Grabläufer
Der Kohlschwarze Grabläufer, auch Anthrazit-Grabläufer genannt, (Pterostichus anthracinus) ist ein Käfer aus der großen Familie der Laufkäfer und der Unterfamilie Pterostichinae. Die Art Pterostichus anthracinus gehört zur Untergattung Pseudomaseus und ist in Europa mit  vier Unterarten vertreten. In Mitteleuropa ist die Art durch die Nominatform Pterostichus anthracinus anthracinus vertreten. DNA-Untersuchungen zeigen eine enge Verwandtschaft von Pterostichus anthracinus zu  Pterostichus nigrita und Pterostichus rhaeticus.
Der Gattungsname Pterostichus von altgriechisch πτερόν ‚pterón‘ ‚Flügel‘ und στίχος ‚stíchos‘ ‚Linie‘ bezieht sich auf die deutlichen gefurchten Flügeldecken. Der Artname anthracinus von lat. anthracīnus bedeutet ‚kohlschwarz‘ und bezeichnet die Körperfarbe.
| Abb. 1: Fühler, Behaarung ab dem vierten Glied | Abb. 1: Fühler, Behaarung ab dem vierten Glied                                        | Abb. 6: Halsschild, rechts teil- weise koloriert grün: innerer Basaleindruck blau: äußerer Basaleindruck rot: abgrenzender Wulst lila: Außenleiste Halsschildrand Pfeil:Hinterwinkel mit Porenpunkt gelb (ungefärbt): Borste |
| Abb. 2: Mesotarsus Aufsicht, Glieder ohne Längsspalt |                                                                                       | Abb. 6: Halsschild, rechts teil- weise koloriert grün: innerer Basaleindruck blau: äußerer Basaleindruck rot: abgrenzender Wulst lila: Außenleiste Halsschildrand Pfeil:Hinterwinkel mit Porenpunkt gelb (ungefärbt): Borste |
| Abb. 3: Ausschnitt Unterseite, Schenkelring grün getönt                                                                                                 |                                                                                       | Abb. 6: Halsschild, rechts teil- weise koloriert grün: innerer Basaleindruck blau: äußerer Basaleindruck rot: abgrenzender Wulst lila: Außenleiste Halsschildrand Pfeil:Hinterwinkel mit Porenpunkt gelb (ungefärbt): Borste |
| Abb. 4: Flügeldecken weiß: Porenpunkte 3. Intervall blau: Porenpunkt an der Basis des Skutellarstreifens grün: Einige der Nabel- punkte in der 8. Rille | Abb. 5: Kopf linke Seite von unten, vorletztes Glied des Lippentasters blau koloriert | Abb. 7: Weibchen, Flügeldecken- abschluss, von hinten oben Flügeldeckennaht endet in einer sehr kleinen Spitze |

## Merkmale des Käfers
Der 9,5 bis zwölf Millimeter lange Käfer ist glänzend schwarz, nur die Körperanhänge sind mehr oder weniger bräunlich aufgehellt.
Der Kopf mit den kräftigen Oberkiefern ist nach vorn gestreckt. Das vorletzte Glied des Lippentasters (Abb. 5 blau) trägt nur zwei Borsten. Die elfgliedrigen Fühler (Abb. 1) sind vor den gewölbten Augen eingelenkt und ab dem vierten Glied fein behaart. Das Basisglied ist nicht zusammengedrückt.
Der Halsschild ist etwas breiter als lang. An den Seiten ist er nach außen gewölbt, nur kurz vor den rechtwinkligen Hinterecken ist er leicht konkav ausgeschweift. Sein Hinterrand ist etwas breiter als der Vorderrand.  An der Basis des Halsschildes liegen seitlich zwei Längseindrücke, die zusammenfließen. Der äußere Längseindruck (Abb. 6 rechts grün) ist kürzer und breiter als der innere (Abb. 6 rechts blau), beide sind grob gerunzelt. Der äußere Eindruck ist von der Seitenrandleiste durch einen glatten Wulst getrennt (Abb. 6 rechts rot), der doppelt so breit wie die Seitenrandleiste (Abb. 6 rechts lila) ist. Der Halsschild hat eine Mittellinie, die zum Kopf hin erlischt. Zu Beginn des letzten Drittels vertieft sie sich und endet kurz vor der Basis des Halsschildes.
Die Flügeldecken sind deutlich gefurcht, die Intervalle zwischen den Furchen mäßig gewölbt. Wie bei Laufkäfern üblich, tragen die  Flügeldecken zahlreiche Tastborsten, die aus Porenpunkten entspringen. Bei allen Arten der Gattung sitzen in der achten Furche, die gleichzeitig die vorletzte ist, viele Nabelpunkte mit Tastborsten (Umbilicalpunkte, in Abb. 4 einige davon durch grüne Pfeilspitzen markiert). Bei Pterostichus  anthracinus befinden sich auf dem dritten Intervall drei Porenpunkte mit Tastborsten, der erste nach einem Viertel der Flügellänge, der zweite etwas vor der Mitte und der dritte  vor dem  Absturz (Abb. 4, weiße Pfeilspitzen). Parallel zum Schildchen verläuft eine stark verkürzte Furche (Skutellarstreif), an dessen Beginn an der Flügelbasis ein weiterer Porenpunkt sitzt (Abb. 4, grüne Pfeilspitze).  Bei den Weibchen endet die Flügeldeckennaht in einer Spitze, seitlich davon sind die Flügeldecken etwas verkürzt (Abb. 7).
In beiden Geschlechtern können die Hinterflügel verkümmert sein oder sie sind vorhanden und funktionstüchtig. Die Kurzflügelichkeit wird geschlechtsunabhängig und einfach dominant vererbt, langflüglige Formen sind also homozygot rezessiv.
Die Beine sind für Laufkäfer relativ schlank. Der Schenkelring der Hinterbeine (in Abb. 3 grün koloriert) ist auffallend groß. Die Tarsen sind alle fünfgliedrig und oberseits ohne mediane Längsfurche (Abb. 2), bei den Männchen sind die Tarsen der Vorderbeine verbreitert. Die Klauenglieder sind auch auf der Unterseite kahl (Abb. 3).
Wie bei allen Laufkäfern sind von unten nur sechs Hinterleibabschnitte erkennbar. Der letzte (Analsternit) ist beim Männchen längsoval eingedrückt.

## Biologie
Die Art ist feuchtigkeitsliebend und kommt in Flussauen und an stehenden Gewässern vor. Der Käfer ist in Moos, pflanzlichem Detritus, unter Rinde, im Hochwassergenist und anderen feuchten Orten sowohl in offenem Gelände als auch in Wald zu finden. Dabei bevorzugen sie im Sommer feuchtere, im Herbst trockenere Standorte, die auch weit vom Wasser entfernt sein können.
Larve und Imago leben räuberisch. In der Zucht können sie problemlos mit frisch zerstückelten Regenwürmern ernährt werden, zeigen jedoch kannibalische Tendenzen.  Die Art überwintert als Imago an relativ trockenen Stellen unter Moos. Im Frühjahr werden zur Fortpflanzung feuchterere Gebiete aufgesucht. Die Eiablage erfolgt etwa zwanzig Tage nach der Kopulation. Die Entwicklung von Ei bis zur Imago dauert durchschnittlich etwas über einen Monat. Eine einfache Art der Brutfürsorge ist dadurch gegeben, dass die Weibchen die in eine Grube abgegebenen Eier bis zum Schlüpfen der Larve bewachen.
Die Imagines sind nachtaktiv. Der Anteil flugfähiger Tiere schwankt zwischen verschiedenen Populationen extrem. Es wird angenommen, dass bei jungen Populationen der Anteil geflügelter Formen groß ist, mit zunehmendem Alter jedoch der Anteil der ungeflügelten Formen wächst.

## Verbreitung
Die Art ist von den Pyrenäen über ganz Europa bis zum Kaukasus und dem Iran verbreitet. Aus Norwegen und Finnland liegen keine Funddaten vor.